# Davidsen
Davidsen ist ein ursprünglich patronymisch entstandener dänischer Familienname mit der Bedeutung „Sohn des David“.

## Namensträger
- Agnethe Davidsen (1947–2007), grönländische Politikerin der sozialdemokratischen Siumut
- Anguteeraq Davidsen (1931–2005), grönländischer Politiker (Atassut)
- Aron Davidsen (* 1924), grönländischer Pastor und Landesrat
- Hans Christian Davidsen (* 1965), deutsch-dänischer Journalist
- Heinrich Davidsen (1891–1963), deutscher Politiker der SPD und Gewerkschaftssekretär
- Ingolf Davidsen (1893–1946), norwegischer Turner
- Isak Davidsen (* 1953), grönländischer Politiker (Siumut), Pastor und Propst
- Jan Davidsen (* 1950), norwegischer Gewerkschaftsfunktionär
- Jóhan Troest Davidsen (* 1988), färöischer Fußballspieler
- Kasper Davidsen (* 2005), dänischer Fußballspieler
- Laila Davidsen (* 1974), norwegische Politikerin
- Leif Davidsen (* 1950), dänischer Schriftsteller
- Lise Davidsen (* 1987), norwegische Opernsängerin (Sopran)
- Mads Davidsen (* 1975), dänischer lutherischer Bischof
- Marie Davidsen (* 1993), norwegische Handballspielerin
- Mette Davidsen (* 1976), norwegische Handballspielerin
- Nils Davidsen (* 1966), dänischer Jazzmusiker
- Silja Davidsen (* 1996), dänische Ruderin
- Stein Davidsen (1931–2000), norwegischer Grafiker
- Trygve M. Davidsen (1895–1978), norwegischer Maler und Zeichner
- Vidar Davidsen (* 1958), norwegischer Fußballspieler und Sportkommentator
- Viljormur Davidsen (* 1991), färöischer Fußballspieler